# 芸術の窓
『芸術の窓』（げいじゅつのまど）は、1957年1月23日から1960年7月18日までNHKテレビジョン → NHK総合テレビジョンで、1959年1月12日から1972年3月13日までNHK教育テレビジョンで放送されていた中学生向けの学校放送（教科：音楽・美術）である。
1956年6月1日に一度パイロット版を放送した後、1957年1月に不定期放送を開始した。そして1958年4月にレギュラー放送を開始した。

## 放送時間
いずれも日本標準時、別の時間帯での再放送あり。不定期番組時代には『科学ノート』やその他の不定期番組と一週交替で放送されていた。

### 不定期番組時代
| 期間                          | 放送時間             |
| ----------------------------- | -------------------- |
| 1957年1月23日 - 1957年7月3日  | 水曜日 13:00 - 13:23 |
| 1957年9月16日 - 1958年3月10日 | 月曜日 13:00 - 13:23 |

### レギュラー番組時代
| 期間                          | 放送時間             |
| ----------------------------- | -------------------- |
| 1958年4月14日 - 1959年3月9日  | 月曜日 13:00 - 13:22 |
| 1959年4月13日 - 1969年4月7日  | 月曜日 13:00 - 13:20 |
| 1969年4月14日 - 1971年3月15日 | 月曜日 13:40 - 14:00 |
| 1971年4月12日 - 1972年3月13日 | 月曜日 14:55 - 15:15 |